# Singel
El Singel es un canal de Ámsterdam que rodeaba la ciudad en la Edad Media y sirvió como foso hasta 1585, cuando la ciudad se extendió más allá del canal y este pasó a ser la división entre la ciudad medieval y las zonas nuevas. El canal va desde la bahía del IJ, cerca de la Estación Central, hasta la plaza Muntplein, donde se encuentra con el río Amstel. Hoy en día es el canal más cercano al centro de la red semicircular de canales concéntricos de Ámsterdam.

## Lugares de interés junto al Singel

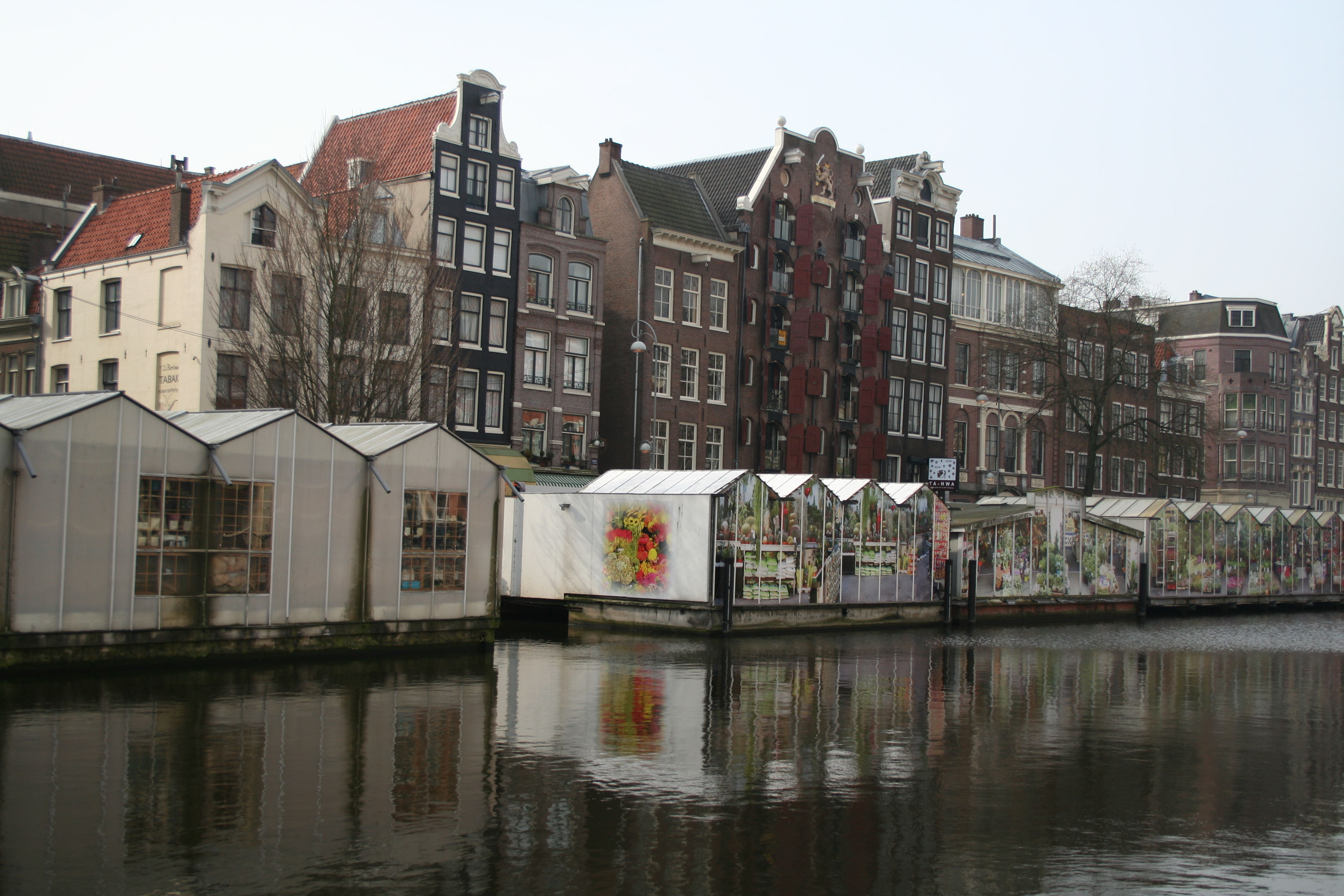
Puestos del Bloemenmarkt (mercado de flores) flotando en el Singel.

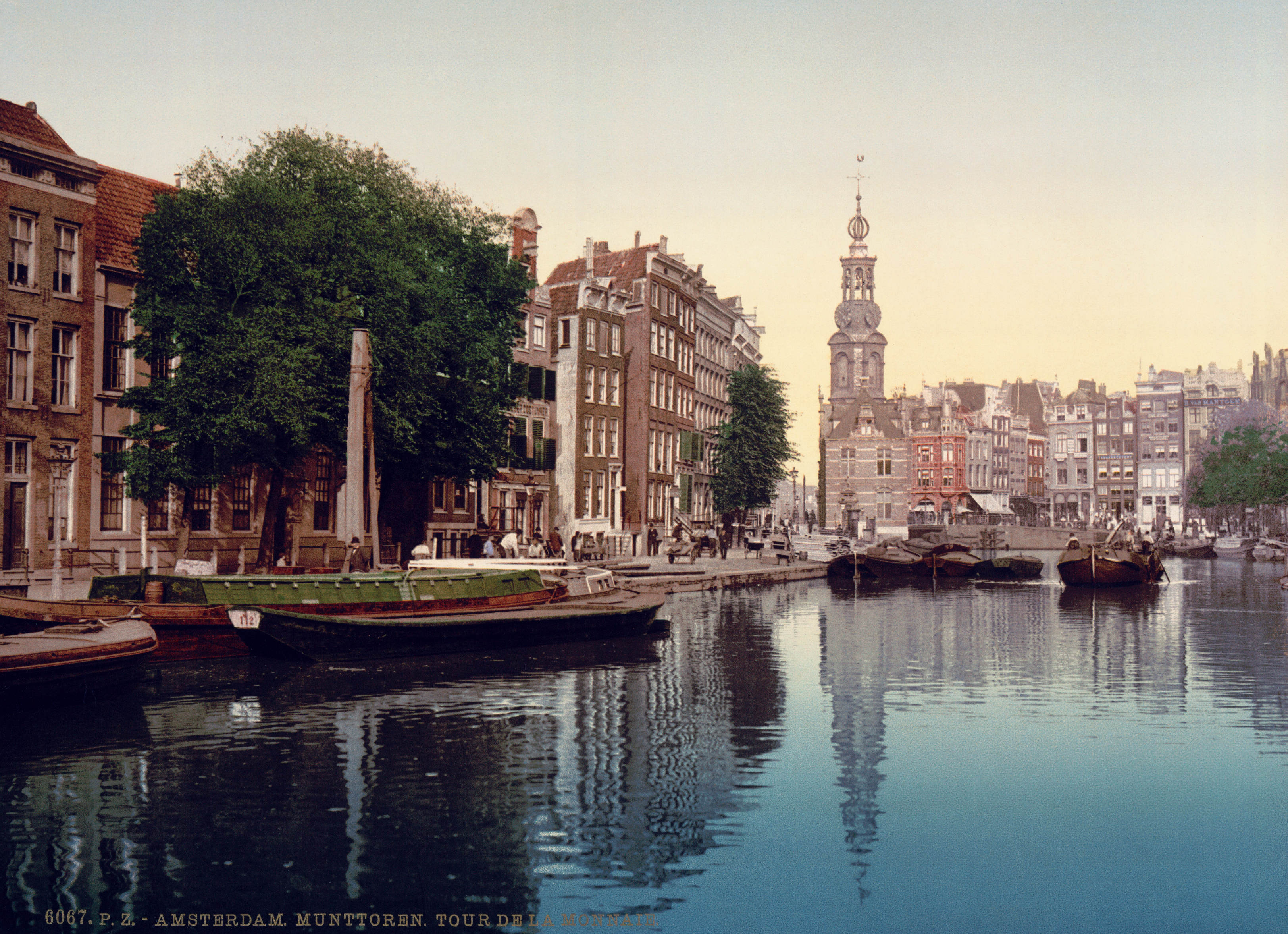
La Munttoren vista desde el Singel, postal de 1900.

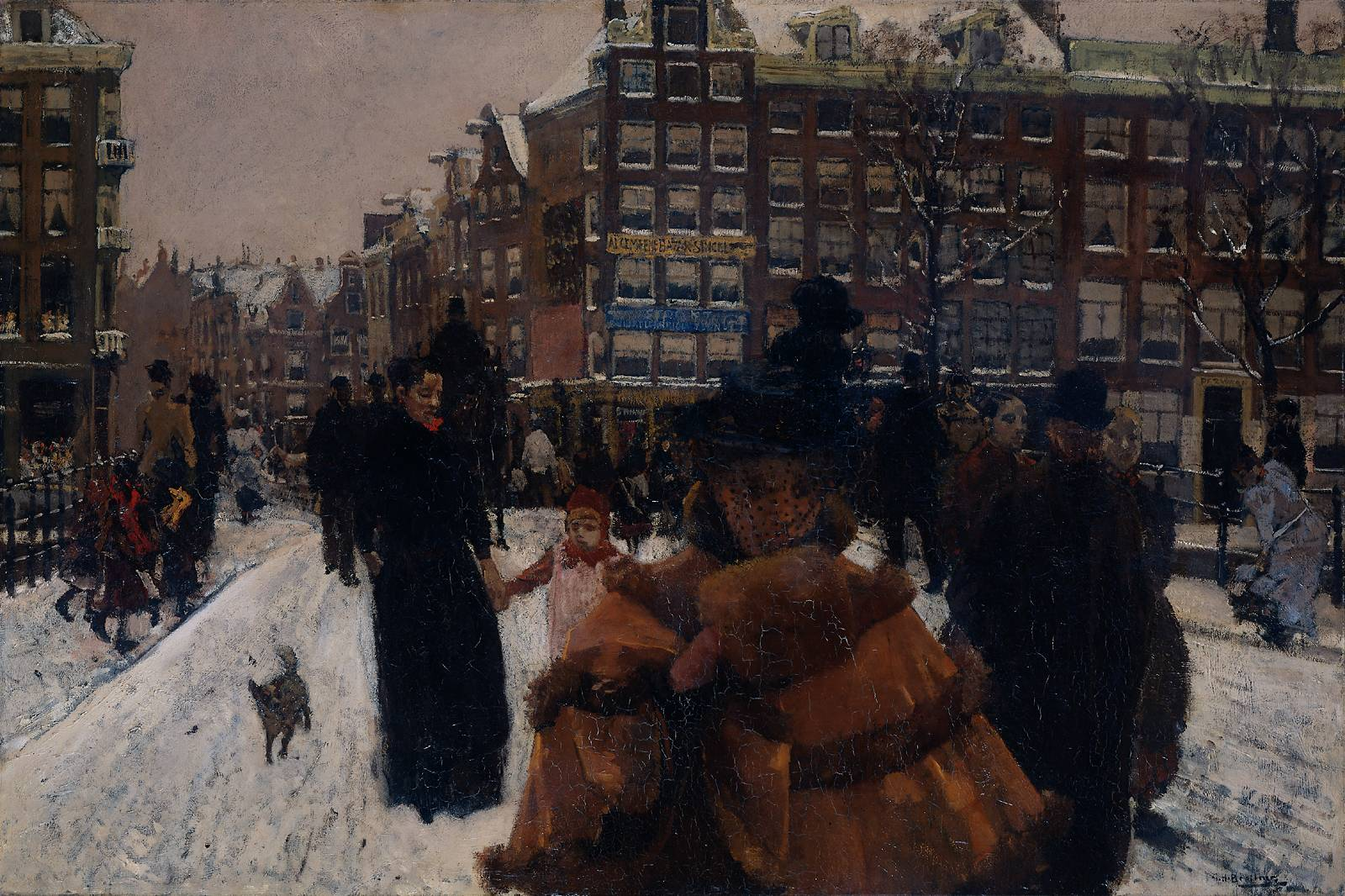
Puente sobre el Singel, pintura de Breitner, c. 1897.

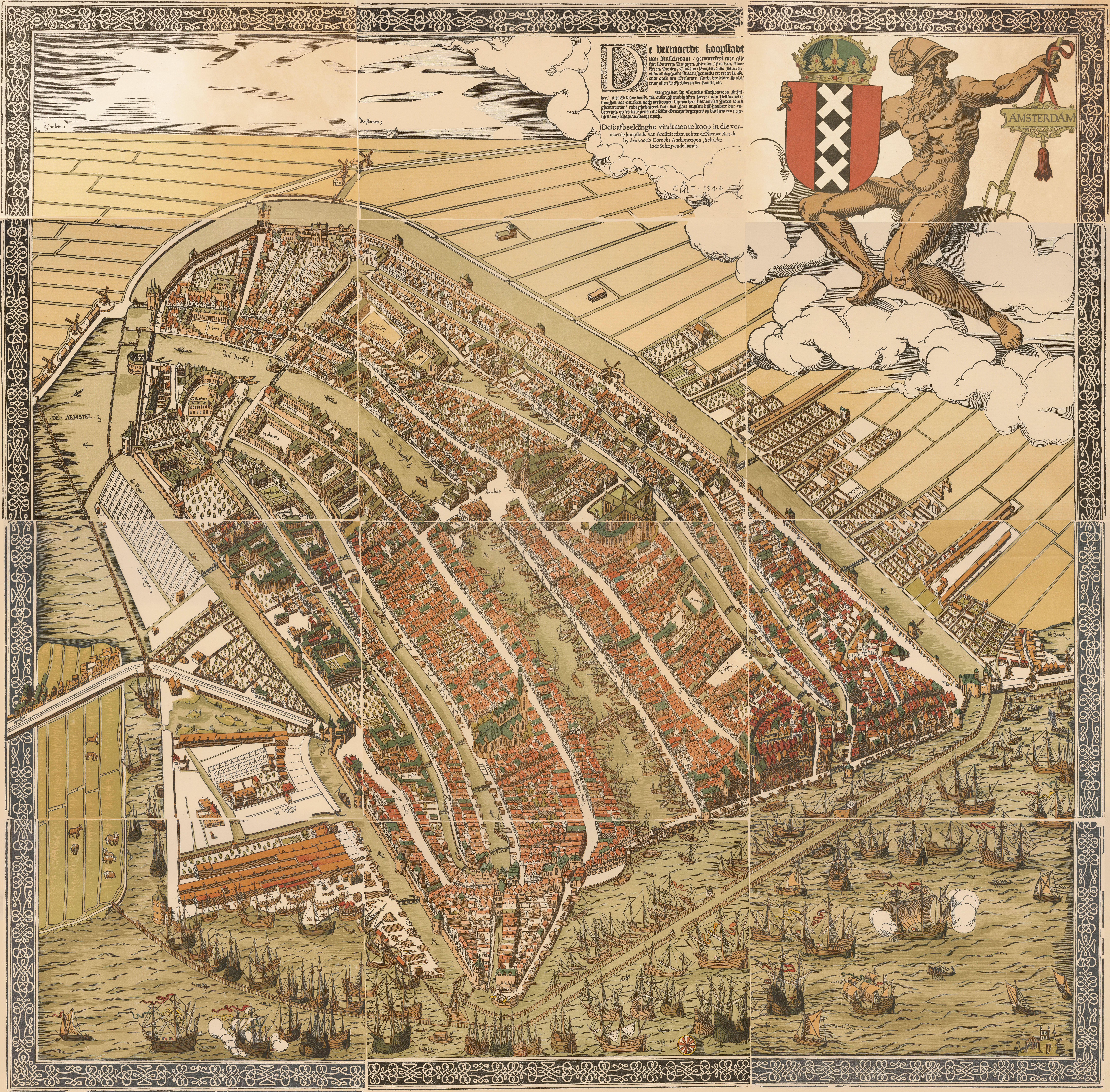
Una vista aérea de Ámsterdam en torno a 1544, rodeada por el Singel (a su derecha). Grabado en madera de Cornelis Anthonisz.

El mercado de flores más famoso de Ámsterdam, el Bloemenmarkt, está situado al lado del Singel y entre las plazas de Koningsplein y Muntplein. Los puestos del mercado son en realidad barcos que flotan en el canal.
Parte del recorrido del Singel sirve como barrio rojo lo que permite a las prostitutas ofrecer sus servicios desde detrás de ventanas iluminadas de rojo. El área, conocida como el Singelbied, se encuentra cerca de Lijnbaanssteeg y Oude Nieuwstraat. El Yab Yum, uno de los burdeles más exclusivos de Ámsterdam hasta su cierre por orden de las autoridades locales en enero de 2008, estaba situado en la dirección Singel 295.
El Singel está flanqueado por gran cantidad de hermosas y ricamente decoradas casas de canal construidas durante la Edad de Oro holandesa. Algunos de los más importantes edificios junto al canal son:
- Una casa de la que se dice que es la más estrecha del mundo (un metro de grosor en su parte trasera, la que da al canal) en Singel 7.
- De Dolphijn (casa de los Delfines), en Singel 140-142, una casa monumental construida entre 1599 y 1602 para el gramático Hendrick Spiegel, de cuya obra sobre delfines recibe su nombre la casa, y habitada desde 1630 por Frans Banning Cocq, la figura central en el cuadro La ronda de noche, de Rembrandt.
- La casa Bouwkonst, hoy en día Hotel Ambassade, en la que destaca la cornisa con sus esculturas de Apolo y Minerva y la decoración de la puerta de entrada.
- La Oude Lutherse Kerk ("Iglesia Luterana Vieja"), en Singel 411, construida entre 1632-1633.
- La Ronde Lutherse Kerk ("Iglesia Luterana Redonda"), también conocida como Koepelkerk ("Iglesia con Cúpula") o Nieuwe Lutherse Kerk ("Iglesia Luterana Nueva"), construida en 1668-1671. Hoy en día sirve como sala de conferencias para el hotel Renaissance.
- La biblioteca de la Universidad de Ámsterdam, en Singel 425.
- El centro comercial Kalvertoren, entre las plazas de Koningsplein y Muntplein.
- La torre Munttoren ("Torre de la Moneda"), en origen parte de una puerta en las medallas medievales de la ciudad, en la plaza Muntplein, donde el Singel se encuentra con el río Amstel.

La torre Haringpakkerstoren formaba parte de las defensas de la Ámsterdam medieval y se alzaba al comienzo del Singel, cerca de la IJ, hasta su demolición en 1829. El gobierno municipal está considerando en la actualidad un plan para reconstruir la torre y las casas adyacentes. Sin embargo el plan ha generado mucha controversia y los que se oponen a él lo consideran de mal gusto y un despilfarro económico.
El Torensluis, construido en 1648, es un puente de arcos excepcionalmente ancho que atraviesa el Singel. Cubierto en la actualidad por acogedores cafés y terrazas y un busto del escritor holandés Multatuli, el Torensluis es el puente más antiguo de la ciudad aún en pie además de ser el más largo (42 m). La torre Jan Roodepoortstoren se alzaba en un extremo del puente pero fue derribada en 1829, aunque sus cimientos siguen formando parte del puente. La entrada y las ventanas enrejadas de la mazmorra de la torre aún son visibles. El puente, también conocido como Brug 9, cruza el Singel cerca de la plaza Dam, en Oude Leliestraat.

## Otros nombres
Hasta el siglo XV el Singel fue conocido como Stedegracht ("Canal de la Ciudad"). Durante el siglo XVII recibió el nombre de Koningsgracht ("Canal del Rey") en honor del rey Enrique IV de Francia, importante aliado de las Provincias Unidas a principios de siglo. Parte del canal, la que va desde la plaza Spui hasta Lijnbaanssteeg/Blauwburgwal, recibió durante algún tiempo el apodo de Londense Kaai ("Muelle de Londres") o Engelse Kaai ("Muelle Inglés") debido a que los muchos barcos que navegaban entre Ámsterdam y Londres amarraban allí para pasar la noche.